# ألياستاي
ألياستاي هي مدينة، في منغوليا، تقع في محافظة زافخان ، وهي عاصمتها، بلغ عدد سكانها 22,006 نسمة، تبلغ مساحتها 32.04 كيلومتر مربع.

## المناخ
يظهر الجدول التالي التغييرات المناخية على مدار السنة لألياستاي:
| البيانات المناخية لـألياستاي       | البيانات المناخية لـألياستاي | البيانات المناخية لـألياستاي | البيانات المناخية لـألياستاي | البيانات المناخية لـألياستاي | البيانات المناخية لـألياستاي | البيانات المناخية لـألياستاي | البيانات المناخية لـألياستاي | البيانات المناخية لـألياستاي | البيانات المناخية لـألياستاي | البيانات المناخية لـألياستاي | البيانات المناخية لـألياستاي | البيانات المناخية لـألياستاي | البيانات المناخية لـألياستاي |
| الشهر                              | يناير                        | فبراير                       | مارس                         | أبريل                        | مايو                         | يونيو                        | يوليو                        | أغسطس                        | سبتمبر                       | أكتوبر                       | نوفمبر                       | ديسمبر                       | المعدل السنوي                |
| ---------------------------------- | ---------------------------- | ---------------------------- | ---------------------------- | ---------------------------- | ---------------------------- | ---------------------------- | ---------------------------- | ---------------------------- | ---------------------------- | ---------------------------- | ---------------------------- | ---------------------------- | ---------------------------- |
| الدرجة القصوى °م (°ف)              | 1.1 (34.0)                   | 7.0 (44.6)                   | 15.3 (59.5)                  | 23.1 (73.6)                  | 27.0 (80.6)                  | 32.3 (90.1)                  | 32.3 (90.1)                  | 32.1 (89.8)                  | 25.4 (77.7)                  | 21.1 (70.0)                  | 10.9 (51.6)                  | 3.8 (38.8)                   | 32.3 (90.1)                  |
| متوسط درجة الحرارة الكبرى °م (°ف)  | −15.0 (5.0)                  | −11.2 (11.8)                 | −1.6 (29.1)                  | 8.2 (46.8)                   | 16.6 (61.9)                  | 21.6 (70.9)                  | 22.4 (72.3)                  | 20.8 (69.4)                  | 15.4 (59.7)                  | 7.0 (44.6)                   | −5.3 (22.5)                  | −13.5 (7.7)                  | 5.5 (41.8)                   |
| المتوسط اليومي °م (°ف)             | −22.5 (−8.5)                 | −19.9 (−3.8)                 | −10.3 (13.5)                 | 0.5 (32.9)                   | 8.5 (47.3)                   | 13.9 (57.0)                  | 15.0 (59.0)                  | 13.3 (55.9)                  | 7.0 (44.6)                   | −0.8 (30.6)                  | −13.2 (8.2)                  | −20.3 (−4.5)                 | −2.4 (27.7)                  |
| متوسط درجة الحرارة الصغرى °م (°ف)  | −28.3 (−18.9)                | −26.0 (−14.8)                | −17.0 (1.4)                  | −6.2 (20.8)                  | 1.2 (34.2)                   | 6.9 (44.4)                   | 9.0 (48.2)                   | 7.1 (44.8)                   | 0.8 (33.4)                   | −7.2 (19.0)                  | −18.7 (−1.7)                 | −25.7 (−14.3)                | −8.7 (16.4)                  |
| أدنى درجة حرارة °م (°ف)            | −42.7 (−44.9)                | −41.7 (−43.1)                | −36.6 (−33.9)                | −24.4 (−11.9)                | −13.0 (8.6)                  | −4.8 (23.4)                  | −0.1 (31.8)                  | −1.8 (28.8)                  | −14.3 (6.3)                  | −29.5 (−21.1)                | −36.7 (−34.1)                | −40.6 (−41.1)                | −42.7 (−44.9)                |
| الهطول مم (إنش)                    | 2.1 (0.08)                   | 1.7 (0.07)                   | 4.8 (0.19)                   | 9.2 (0.36)                   | 14.8 (0.58)                  | 34.0 (1.34)                  | 54.9 (2.16)                  | 48.2 (1.90)                  | 21.7 (0.85)                  | 9.3 (0.37)                   | 4.6 (0.18)                   | 3.2 (0.13)                   | 208.5 (8.21)                 |
| متوسط أيام هطول الأمطار (≥ 1.0 mm) | 0.8                          | 0.5                          | 1.5                          | 2.0                          | 3.3                          | 5.9                          | 9.7                          | 7.6                          | 4.4                          | 2.5                          | 1.6                          | 1.1                          | 40.9                         |
| ساعات سطوع الشمس الشهرية           | 186.6                        | 204.8                        | 260.7                        | 266.3                        | 311.4                        | 302.1                        | 291.3                        | 288.9                        | 266.3                        | 223.6                        | 174.0                        | 166.2                        | 2٬942٫2                      |
| المصدر: NOAA (1961–1990)           |                              |                              |                              |                              |                              |                              |                              |                              |                              |                              |                              |                              |                              |